# Prača (Pale FBiH, BiH)
Prača je naseljeno mjesto u općini Pale, Federacija Bosne i Hercegovine, BiH i sjedište iste općine.

## Zemljopis
Kroz Praču protiče rijeka Prača.

## Povijest
U srednjem vijeku Prača je bila važno trgovišno mjesto u zemlji Pavlovića. Na strmom brežuljku iznad lijeve obale Prače nalazi se utvrđeni grad Pavlovac.

## Stanovništvo
| Prača              |               |               |               |
| godina popisa      | 1991.         | 1981.         | 1971.         |
| Srbi               | 517 (50,48 %) | 599 (53,57 %) | 572 (51,53 %) |
| Muslimani          | 502 (49,02 %) | 490 (43,82 %) | 521 (46,93 %) |
| Hrvati             | 1 (0,09 %)    | 0             | 0             |
| Jugoslaveni        | 1 (0,09 %)    | 24 (2,14 %)   | 1 (0,09 %)    |
| ostali i nepoznato | 3 (0,29 %)    | 5 (0,44 %)    | 16 (1,44 %)   |
| ukupno             | 1024          | 1118          | 1110          |

## Poznate osobe
- Brajko Hvalović, olovski knez i najpoznatiji bosanski trgovac olovom